# Thryssa scratchleyi
Thryssa scratchleyi é uma espécie de peixe da família Engraulidae.
É endémica da Austrália.